# Nick Colgan
Nicholas Vincent "Nick" Colgan, född 19 september 1973, är en irländsk före detta fotbollsmålvakt. Han har under karriären spelat för bland annat Hibernian FC och Barnsley FC, vilket också är klubbarna som han gjort flest matcher för. Mellan 2002 och 2007 spelade han 10 matcher för det irländska landslaget.
Den 21 januari 2011 skrev Colgan kontrakt med League One klubben Huddersfield som sträckte sig resten av säsongen.